# (12040) Jacobi
(12040) Jacobi ist ein Asteroid des Hauptgürtels, der am 8. März 1997 vom italoamerikanischen Astronomen Paul G. Comba am Prescott-Observatorium (IAU-Code 684) in Arizona entdeckt wurde.
Der Asteroid wurde am 24. Januar 2000 nach dem deutschen Mathematiker Carl Gustav Jacob Jacobi (1804–1851) benannt, der das mathematisch-physikalische Seminar an der Universität Königsberg gründete und 1829 die Theorie der elliptischen Funktionen formulierte.